# Mustelus henlei
La musola castaña (Mustelus henlei) es un tiburón de la familia Triakidae, que habita en las plataformas continentales del Pacífico subtropical oriental desde el norte de California hasta el golfo de California, Ecuador y Perú entre las latitudes 43° N y 18º S, desde la superficie hasta los 200 m de profundidad. Su longitud máxima es de 1 m.
Su reproducción es vivípara.